# Scipione Maffei
Scipione Maffei (Verona, 1º giugno 1675 – Verona, 11 febbraio 1755) è stato uno storico, drammaturgo, diplomatista, paleografo ed erudito italiano.

## Biografia
Scipione Francesco Maffei nacque il 1º giugno 1675 a Verona, figlio del marchese Giovanni Francesco Maffei e di Silvia Pellegrini. Il fratello Alessandro Maffei fu generale bavarese.
Formatosi presso i collegi gesuiti di Parma e di Roma, abbracciò da giovane la carriera delle armi, divenendo ufficiale nell'esercito bavarese. Tornato in Italia dopo la battaglia di Donauwörth (1705), cui partecipò, iniziò a scrivere, pubblicando trattati su vari argomenti e rilanciando il teatro italiano della prima metà del Settecento. Contribuì alla riforma dell'Università di Torino per conto del re Vittorio Amedeo II e il suo ideale, fondato sul cattolicesimo illuminato, fu per tutto il Settecento un punto di riferimento per intellettuali italiani e governanti riformatori. Contribuì alla scoperta di importanti manoscritti alla biblioteca capitolare di Verona. Con l'aiuto del canonico Carinelli, il Maffei rinvenne manoscritti antichi ormai da tempo nascosti nella capitolare di Verona, fra cui anche il Codice Palinstesto, contenente le Istituzioni di Gaio, due pergamene del Fragmentum de iure fisci e il folium singulare de praescriptionibus et interdictis, di cui fece un apografo di cinque righi successivamente pubblicati nell'Istoria teologica.
A lui si deve l'istituzione del Museo Lapidario di Verona, avvenuta nel 1714 (alcune fonti danno date diverse), che risulta essere il primo del genere in Europa. Oggi intitolato a suo nome, il museo venne da lui stesso riorganizzato tra il 1744 e il 1749.
Dal punto di vista scientifico si deve a Maffei il merito di aver compreso per primo che i fulmini visibili dal nostro occhio si formano dal basso e poi ascendono verso le nubi, l'opposto di quanto asserito dal pensiero comune della sua epoca. Il suo ruolo di promotore delle scienze è inoltre testimoniato dalla Lettera di un matematico italiano indirizzatagli da Gaetano Marzagaglia.

## Idee
(Giacomo Leopardi nello Zibaldone)

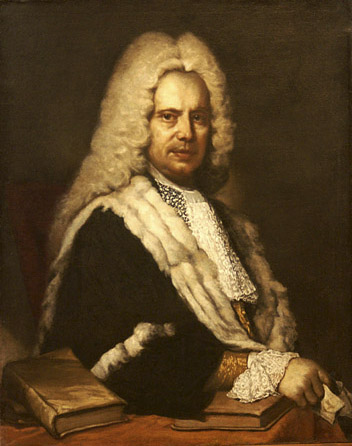
Ritratto di Scipione Maffei, dipinto del XVIII secolo opera di Fra Galgario, una delle opere più interessanti della collezione del museo canonicale di Verona

La visione politica di Maffei si può inscrivere nella categoria del "cattolicesimo illuminato". Da giovane intraprese un viaggio che gli avrebbe fatto conoscere le maggiori città europee, tra cui Parigi, dove arrivò nel 1732 e in cui soggiornò per quattro anni, accolto come membro dell'Académie des Inscriptions et Belles Lettres.
Alla conclusione del viaggio europeo, nel 1736 scrisse il Consiglio politico, rivolto al governo veneziano, in cui denunciò la debolezza veneziana nei confronti degli stati europei. Nel Consiglio politico, Maffei metteva in discussione tutto il delicato e complesso sistema di equilibri del governo di Venezia (fondato sul dominio di poche famiglie patrizie veneziane e sull'esclusione di uomini della Terraferma), svelandone la decadenza e proponendo una soluzione ardita. Avvertiva la crisi anche fisiologica della classe dirigente veneziana e offriva una prima critica a quella che sarebbe stata la soluzione poi scelta dal Senato, cioè la cooptazione di un certo numero di famiglie patrizie della Terraferma nei ruoli della città. Questa soluzione rimandava semplicemente il problema. Venezia aveva in realtà creato un sistema opposto a quello dell'antica Repubblica romana, grande esempio seguito da Maffei, estraniando da sé e dalle responsabilità la maggior parte dei suoi sudditi.

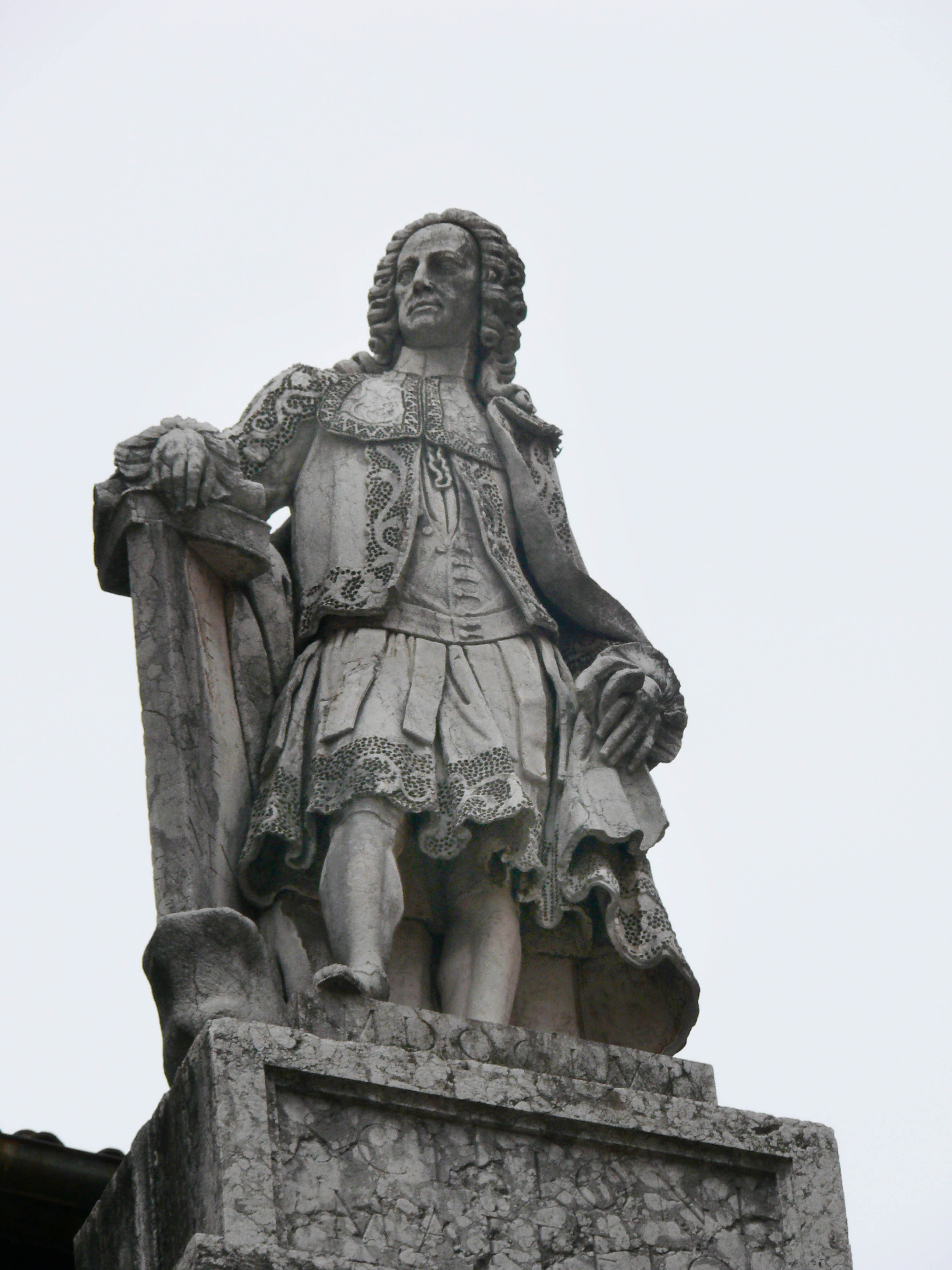
Statua a Scipione Maffei posta in Piazza dei Signori a Verona e realizzata da Giovanni Angelo Finali (1756)

La fragilità di Venezia, la sua impossibilità di fare una politica estera convincente, la sua chiusura in una neutralità che nascondeva l'impotenza erano il frutto di questo sistema, che aveva escluso i patriziati delle città della Terraferma. Mancava l'amor di patria, unica possibilità per resistere alle crescenti pressioni degli stati europei. La soluzione di Maffei era dunque il coinvolgimento di tutti i cittadini, con un trasferimento del potere dal popolo al Senato e il coinvolgimento delle popolazioni conquistate, sul modello di Roma.
A questo esempio romano Maffei affiancava i modelli inglese e olandese, sistemi non assoluti in cui le rappresentanze conservavano alcuni poteri fondamentali. Il Consiglio politico non venne effettivamente presentato dal Maffei al Governo veneto, ma venne pubblicato postumo nel 1797, poco prima della caduta della Repubblica Veneta. Durante il Risorgimento, l'opera conobbe una certa fortuna e potrebbe avere influenzato il pensiero politico federalista di Carlo Cattaneo.
Un altro importante trattato di Scipione Maffei fu la Scienza chiamata cavalleresca (1710), nel quale sostenne che la virtù nobiliare non doveva più fare appello al lignaggio e alle tradizioni militari, bensì alle competenze professionali e ai compiti di natura amministrativa e giuridica svolti nelle magistrature dello Stato.
Nel 1744 scrisse Dell'impiego del denaro, sulla scia delle speranze progressiste suscitate da Benedetto XIV, in cui criticava le scelte contrarie all'usura della Chiesa cattolica.
L'esperienza vissuta visitando l'Olanda gli dovette far capire quale arma si lasciava in mano ai protestanti prendendo posizioni rigide contro l'usura. Il grande sviluppo economico di paesi come l'Inghilterra e l'Olanda non impacciati di vincoli teologici, fornivano esempi di un cristianesimo più conciliabile con lo sviluppo della società civile. Maffei tentò di coinvolgere sia papa Benedetto XIV che Ludovico Antonio Muratori, facendo notare che la sua teoria dell'interesse come guadagno lecito, in quanto pagato per il rischio, era una delle strade obbligate da percorrere da parte dei cattolici illuminati per vincere la battaglia contro l'arretratezza e i limiti di una società tradizionale.
Negli anni cinquanta Maffei, assieme a Muratori aprì un dibattito fra magia e religione, intervenendo con l'Arte magica dileguata, in cui mise in luce l'incompatibilità del cristianesimo ormai illuminato e ragionevole con la persistenza della magia, e successivamente con l'Arte magica distrutta. Prima di morire avrebbe tratto tutte le conseguenze dal dibattito che ne conseguì con l'Arte magica annichilata.
Nel 1711 Maffei pubblicò un articolo sul Giornale de' letterati d'Italia, tomo 5, in Venezia in cui descrisse l'invenzione del pianoforte "gravecembalo col piano et forte" ad opera del cembalaro padovano Bartolomeo Cristofori.
Maffei si occupò a più riprese anche di teatro: nel 1700 scrisse le Osservazioni sopra la Rodoguna, in cui polemizzava contro la tragedia corneliana, piena di snodi inverosimili e troppo lontana dalla realtà storica. Il suo scritto più noto sull'argomento è, però, il Discorso intorno al teatro italiano, premesso nel 1723 a un'antologia di tragedie italiane. In questo saggio sancisce la necessità e la possibilità della rinascita del genere tragico in Italia (che l'autore vuole ora promuovere con la scelta antologica ma che fu alla base anche della sua Merope di dieci anni prima); secondo l'erudito veronese la scena deve liberarsi dal dominio dell'opera in musica e della commedia dell'arte, perché hanno corrotto la tragedia, il cui scopo è correggere i costumi e assumere una funzione morale. La tragedia, secondo Maffei, dev'essere semplice e scritta con un linguaggio naturale.
Al fine di una maggior naturalezza Maffei bandisce la rima, ma non il verso, ritenuto al contrario essenziale nel genere serio. Condanna il teatro francese per l'abuso della passione amorosa e degli elementi romanzeschi: oltralpe inoltre gli sembra «che il vero sì poco s'imiti e la natura sì poco si rappresenti, che i lambiccati sentimenti mostrino bensì il poeta, ma non già chi parla», cosicché la tragedia cessa di essere oggettiva e si trasgrediscono buon senso, verosimile e verità storica. Nel 1753 tornò ad occuparsi di critica del teatro con De' teatri antichi e moderni, dove ribadisce le posizioni espresse trent'anni prima.

## Opere

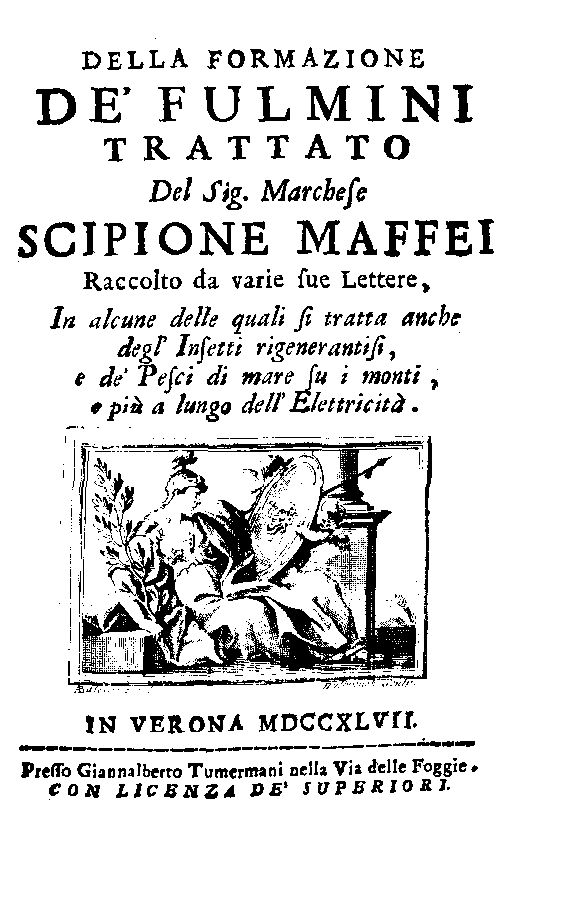
Della formazione de' fulmini, 1747

### Trattatistica
- Della scienza chiamata cavalleresca  (1716)
- La Favola dell'ordine equestre costantiniano (1717)
- Istoria diplomatica (1727) importante per il progresso della filologia e paleografia nello studio dei codici medievali.
- Verona illustrata (1732) opera monumentale, dedicata alla storia, agli scrittori e ai monumenti della sua città: Verona, appunto.
- Istoria teologica (1734, ma pubblicata nel 1752)
- Consiglio politico presentato al governo veneto (1736, ma pubblicato nel 1797) dove parla di un'idea di governo ispirata al modello inglese.
- Della formazione de' fulmini, Verona, Giovanni Alberto Tumermani, 1747.
- Arte magica dileguata (1749)
- Museum veronense (1749)
- Arte magica annichilata (1754)

### Teatro
- Merope (1713), tragedia ispirata a modelli classici, forse l'opera più interessante del Maffei drammaturgo: fu ritenuta per decenni un modello da studiare e imitare. La tragedia apparve in stampa nel 1730 assieme ad altre opere del Maffei nel volume curato da Giulio Cesare Becelli, Teatro del sig. Marchese Scipione Maffei cioè la tragedia la comedia e il drama non più stampato aggiunta la spiegazione d'alcune antichità pertinenti al Teatro, In Verona: per Gio. Alberto Tumermani librajo, 1730.[10]
- Le Cerimonie (1728), commedia
- Libretto de La Fida Ninfa (1732), opera musicata poi da Antonio Vivaldi per l'inaugurazione del Teatro Filarmonico di Verona.
- Il Raguet (1747), commedia

## Omaggi
A Verona dal 1866 è intitolato a Scipione Maffei il primo liceo classico napoleonico istituito nel Veneto (1804 e 1807).
Sempre a Maffei è dedicato il Museo Lapidario Maffeiano di Verona.